# 쓰루사키역
쓰루사키역(일본어: 鶴崎駅)은 일본 오이타현 오이타시에 있는 규슈 여객철도 · 일본 화물철도 닛포 본선의 역이다.

## 역 구조
섬식 승강장 1면 2선을 가지는 지상역. 역 남쪽에 역 서점이 존재해 북쪽에 화물설비 자취가 남는다. 모두의 특급열차가 정차하기 위해, 고속화 공사에 의해 주변역과 같이 승강장 수리, 구내 배선이나 분기선 강화의 변경은 행해지지 않고 있다.
분테쓰 개발이 역 업무를 행하는 업무위탁역으로, 역 사내에 발권 창구, 매점 '미니 편의점' (편의점 형식 키오스크)이 설치되어, 휠체어 대응 화장실이 역사 옆에 설치되어 있다. 2012년에 IC카드 SUGOCA를 이 역에 도입 예정.

## 이용 현황
'오이타 현 통계 연감'에 의하면, 1일 평균의 승강 인원은 이하의 것과 추이되고 있다.
- 2003년도 : 3,551명.
- 2006년도 : 3,505명.

## 역 주변
쓰루사키 시가지에 위치한다. 주변부에는 행정 · 공공기관의 창구나 시설, 금융기관이나 병원, 비지니스 호텔 등이 입지하는 것 외, 예부터 상점가가 형성되어 있다. 1963년의 합병까지는 쓰루사키 시였다. 또한, 1980년대 이후, 역 앞부터 남쪽으로도 연장되는 현도 제208호 쓰루사키 다이난 선을 따라, 신흥 주택지나 로드 사이드형 점포가 나란히 늘어서게 된다. 한편, 역 뒤로 된 북쪽은 임해공업지대로 사이에 끼어, 최근 몇 년까지 도로를 따라 주택과 공장, 농지가 혼재하는 지역이 되었지만, 구획 정리가 행해지고 있다.
- 쓰루사키 시민 행정 센터 (오이타 시청 쓰루사키 지소)
- 오이타 지방 법무국 쓰루사키 출장소
- 오이타 항만 합동 청사
- 독립 행정법인 고령 · 장애 · 구직자 고용 지원기구 오이타 직업 훈련지원센터
- 오이타 상공 회의소 쓰루사키 지소
- 오이타 히가시경찰서
- 오이타 시 히가시 소방서
- 국도 제197호선
- 스미토모 화학 오이타 공장
- 쇼와 전공 오이타 석유 화학 콤비나트
- 규슈 전력 오이타 발전소 · 신 오이타 발전소
- 도시바 오이타 공장
- 오이타 캐논 오이타 사업소

## 역사
- 1914년 4월 1일 : 국유철도(당시의 철도원)의 역으로서 개업.
- 1945년 5월 7일 : 쓰루사키 공습에 의해 역 서점 피재 전소.
- 1945년 8월 8일 : 공습에 의해 오노가와 교량 피재 교각 낙하(8월 13일 복구).
- 1960년 10월 1일 : 운행 시간표 개정에서 신설되었던, 급행 '휴가' 호가 정차. 우등열차 정차역이 된다.
- 1964년 : 규슈 석유(현 · JX 일광일석 에너지) 오이타 제유소로의 전용선이 운행개시.
- 1985년 3월 14일 : 하물의 취급을 폐지.
- 1987년 4월 1일 : 일본국유철도 분할 민영화에 의해 규슈 여객철도 · 일본화물철도가 승계.
- 1994년 7월 1일 : 전용선 발착을 제외한 차급 화물의 취급을 폐지(화물 승강장 폐지).
- 1997년 7월 28일 : 화물 열차의 최종 운휴일. 말기는, 규슈 석유 전용선부터 간자키역으로의 석유 수송 열차만 운행되었다.
- 1998년 3월 1일 : 화물 열차 설정 폐지에 의해, 역 업무를 일본화물철도로 부터, 규슈 여객철도로 이관.

## 인접 역
| 닛포 본선          | 닛포 본선   | 닛포 본선                |
| ------------------ | ----------- | ------------------------ |
| 다카조 고쿠라 방면 | ■ 닛포 본선 | 오자이 가고시마추오 방면 |